# 정언벽 선생 묘 및 묘갈
정언벽 선생 묘 및 묘갈은 대한민국 경기도 안산시 상록구 양상동에 있다. 1991년 11월 10일 안산시의 향토유적 제9호로 지정되었다.

## 개요
조선시대의 문신·자는 계홍(季弘), 본관은 나주(羅州), 관찰사 호선(好善)의 아들이며, 실학을 집대성한 다산 정약용(丁若鏞)의 5대 조부이다.